# فلیکس ریتزینگر
فلیکس ریتزینگر (انگلیسی: Felix Ritzinger؛ زادهٔ ۲۳ دسامبر ۱۹۹۶) دوچرخه‌سوار اهل اتریش است.